# Basketball-Weltmeisterschaft 2010/Kader
Dies ist eine Übersicht der Mannschaftskader bei der Basketball-Weltmeisterschaft 2010. Jeder Kader besteht aus zwölf Spielern. Stichtag für die Angabe der Vereinszugehörigkeit ist der 28. August 2010, der Beginn des Turniers.
Vor dem Turnier sagten viele NBA-Spieler mit Hinweis auf die hohe körperliche Belastung während der Saison ab, darunter die komplette Olympiasieger-Mannschaft von 2008 der Vereinigten Staaten mit Spielern wie Dwyane Wade, Kobe Bryant, LeBron James und Dwight Howard. Auch die MVPs der beiden vorangegangenen Weltmeisterschaften, der Spanier Pau Gasol und der Deutsche Dirk Nowitzki, sowie die NBA-Allstars Tony Parker (Frankreich), Manu Ginóbili (Argentinien), Andrei Kirilenko (Russland) und Chris Kaman (Deutschland) nahmen nicht an der WM teil. Hinzu kamen die Absagen von bedeutenden Spielern des europäischen Vereinsbasketballs, wie Šarūnas Jasikevičius und Ramūnas Šiškauskas (beide Litauen) sowie Theodoros Papaloukas (Griechenland), und das verletzungsbedingte Fehlen von u. a. Yao Ming (China), Mehmet Okur (Türkei), Andrew Bogut (Australien), José Calderón (Spanien), Nenê (Brasilien) und Andrés Nocioni (Argentinien).

## Gruppe A

### Angola
Cheftrainer:  Luís Magalhães
| #  | Pos     | Name               | Geburtsjahr | Verein             |
| -- | ------- | ------------------ | ----------- | ------------------ |
| 4  | Guard   | Olímpio Cipriano   | 1982        | Recreativo Libolo  |
| 5  | Guard   | Roberto Fortes     | 1984        | Petróleos Luanda   |
| 6  | Forward | Carlos Morais      | 1985        | Primeiro de Agosto |
| 7  | Guard   | Domingos Bonifácio | 1984        | Recreativo Libolo  |
| 8  | Forward | Leonel Paulo       | 1986        | Recreativo Libolo  |
| 9  | Guard   | Vladimir Jerónimo  | 1977        | Primeiro de Agosto |
| 10 | Center  | Joaquim Gomes      | 1980        | Primeiro de Agosto |
| 11 | Center  | Divaldo Mbunga     | 1985        | Petróleos Luanda   |
| 12 | Forward | Felizardo Ambrósio | 1987        | Primeiro de Agosto |
| 13 | Forward | Carlos Almeida     | 1976        | Primeiro de Agosto |
| 14 | Guard   | Miguel Lutonda     | 1971        | Primeiro de Agosto |
| 15 | Center  | Eduardo Mingas     | 1979        | Primeiro de Agosto |

### Argentinien
Cheftrainer:  Sergio Hernández
| #  | Pos     | Name                 | Geburtsjahr | Verein                     |
| -- | ------- | -------------------- | ----------- | -------------------------- |
| 4  | Forward | Luis Scola           | 1980        | Houston Rockets            |
| 5  | Guard   | Pablo Prigioni       | 1977        | Real Madrid                |
| 6  | Center  | Román González       | 1978        | Asociación Atlética Quimsa |
| 7  | Center  | Fabricio Oberto      | 1975        | Washington Wizards         |
| 8  | Center  | Juan Pedro Gutiérrez | 1983        | Obras Sanitarias           |
| 9  | Guard   | Luis Cequeira        | 1985        | Obras Sanitarias           |
| 10 | Guard   | Carlos Delfino       | 1982        | Milwaukee Bucks            |
| 11 | Guard   | Paolo Quinteros      | 1979        | CAI Zaragoza               |
| 12 | Forward | Leonardo Gutiérrez   | 1978        | Peñarol Mar del Plata      |
| 13 | Forward | Marcos Mata          | 1986        | Peñarol Mar del Plata      |
| 14 | Guard   | Hernán Jasen         | 1978        | Asefa Estudiantes          |
| 15 | Forward | Federico Kammerichs  | 1980        | Regatas                    |

### Australien
Cheftrainer:  Brett Brown
| #  | Pos     | Name             | Geburtsjahr | Verein                 |
| -- | ------- | ---------------- | ----------- | ---------------------- |
| 4  | Guard   | Damian Martin    | 1984        | Perth Wildcats         |
| 5  | Guard   | Patty Mills      | 1988        | Portland Trail Blazers |
| 6  | Guard   | Adam Gibson      | 1986        | Gold Coast Blaze       |
| 7  | Forward | Joe Ingles       | 1987        | CB Granada             |
| 8  | Guard   | Brad Newley      | 1985        | BC Lietuvos Rytas      |
| 9  | Guard   | Steven Marković  | 1985        | KK Roter Stern Belgrad |
| 10 | Forward | David Barlow     | 1983        | CAI Zaragoza           |
| 11 | Forward | Mark Worthington | 1983        | Brose Baskets          |
| 12 | Center  | Aron Baynes      | 1986        | EWE Baskets Oldenburg  |
| 13 | Forward | David Andersen   | 1980        | Toronto Raptors        |
| 14 | Forward | Matt Nielsen     | 1978        | Olympiakos Piräus      |
| 15 | Center  | Aleks Marić      | 1984        | Panathinaikos Athen    |

### Deutschland
Cheftrainer:  Dirk Bauermann
| #  | Pos     | Name                   | Geburtsjahr | Verein                |
| -- | ------- | ---------------------- | ----------- | --------------------- |
| 4  | Guard   | Lucca Staiger          | 1988        | ALBA Berlin           |
| 5  | Guard   | Heiko Schaffartzik     | 1984        | Türk Telekomspor      |
| 6  | Guard   | Per Günther            | 1988        | Ratiopharm Ulm        |
| 7  | Center  | Tibor Pleiß            | 1989        | Brose Baskets         |
| 8  | Center  | Christopher McNaughton | 1982        | EWE Baskets Oldenburg |
| 9  | Guard   | Steffen Hamann         | 1981        | FC Bayern München     |
| 10 | Guard   | Demond Greene          | 1979        | FC Bayern München     |
| 11 | Center  | Tim Ohlbrecht          | 1988        | Telekom Baskets Bonn  |
| 12 | Forward | Elias Harris           | 1989        | Gonzaga University    |
| 13 | Forward | Philipp Schwethelm     | 1989        | Eisbären Bremerhaven  |
| 14 | Forward | Robin Benzing          | 1989        | Ratiopharm Ulm        |
| 15 | Forward | Jan-Hendrik Jagla      | 1981        | Asseco Prokom Gdynia  |

### Jordanien
Cheftrainer:  Mário Palma
| #  | Pos     | Name                    | Geburtsjahr | Verein          |
| -- | ------- | ----------------------- | ----------- | --------------- |
| 4  | Guard   | Fadel Al-Najjar         | 1985        | Zain Club       |
| 5  | Guard   | Rasheim Wright          | 1981        | Sagesse Beirut  |
| 6  | Guard   | Zaid Abbas              | 1983        | ASU Sports Club |
| 7  | Guard   | Mousa Al-Awadi          | 1985        | Zain Club       |
| 8  | Forward | Mohammad Hamdan         | 1984        | ASU Sports Club |
| 9  | Forward | Enver Soobzokov         | 1978        | Zain Club       |
| 10 | Guard   | Sam Daghlas             | 1979        | Zain Club       |
| 11 | Guard   | Wesam Al-Sous           | 1983        | ASU Sports Club |
| 12 | Forward | Ali Jamal Zaghab        | 1988        | Ryadi           |
| 13 | Center  | Zaid Al-Khas            | 1976        | Zain Club       |
| 14 | Center  | Mohammad Shaker Hussein | 1990        | Zain Club       |
| 15 | Center  | Ayman Idais             | 1978        | Orthodox        |

### Serbien
Cheftrainer:  Dušan Ivković
| #  | Pos     | Name              | Geburtsjahr | Verein                     |
| -- | ------- | ----------------- | ----------- | -------------------------- |
| 4  | Guard   | Miloš Teodosić    | 1987        | Olympiakos Piräus          |
| 5  | Guard   | Milenko Tepić     | 1987        | Panathinaikos Athen        |
| 6  | Guard   | Aleksandar Rašić  | 1984        | KK Partizan Belgrad        |
| 7  | Guard   | Ivan Paunić       | 1987        | Aris Saloniki              |
| 8  | Forward | Nemanja Bjelica   | 1988        | Caja Laboral               |
| 9  | Guard   | Stefan Marković   | 1988        | Benetton Treviso           |
| 10 | Forward | Duško Savanović   | 1983        | Power Electronics Valencia |
| 11 | Forward | Marko Kešelj      | 1988        | Olympiakos Piräus          |
| 12 | Center  | Nenad Krstić      | 1983        | Oklahoma City Thunder      |
| 13 | Center  | Kosta Perović     | 1985        | FC Barcelona               |
| 14 | Forward | Novica Veličković | 1986        | Real Madrid                |
| 15 | Forward | Milan Mačvan      | 1989        | KK Hemofarm                |

## Gruppe B

### Brasilien
Cheftrainer:  Rubén Magnano
| #  | Pos     | Name                 | Geburtsjahr | Verein                  |
| -- | ------- | -------------------- | ----------- | ----------------------- |
| 4  | Forward | Marcelo Machado      | 1975        | Flamengo Rio de Janeiro |
| 5  | Guard   | Nezinho dos Santos   | 1985        | Universo de Brasília    |
| 6  | Center  | Murilo Becker        | 1984        | São José                |
| 7  | Guard   | Raul Togni Neto      | 1992        | Minas                   |
| 8  | Forward | Alex Garcia          | 1980        | Universo de Brasília    |
| 9  | Guard   | Marcelo Huertas      | 1983        | Caja Laboral            |
| 10 | Guard   | Leandro Barbosa      | 1982        | Toronto Raptors         |
| 11 | Forward | Anderson Varejão     | 1982        | Cleveland Cavaliers     |
| 12 | Forward | Guilherme Giovannoni | 1980        | Universo de Brasília    |
| 13 | Center  | João Paulo Batista   | 1981        | Le Mans                 |
| 14 | Forward | Marcus Vinicius      | 1984        | EC Pinheiros            |
| 15 | Center  | Tiago Splitter       | 1985        | San Antonio Spurs       |

### Iran
Cheftrainer:  Veselin Matić
| #  | Pos     | Name                 | Geburtsjahr | Verein                 |
| -- | ------- | -------------------- | ----------- | ---------------------- |
| 4  | Center  | Mousa Nabipour       | 1983        | Azad University Tehran |
| 5  | Guard   | Aren Davoudi         | 1986        | Zob Ahan Isfahan       |
| 6  | Guard   | Javad Davari         | 1983        | Petrochimi Bandar Imam |
| 7  | Guard   | Mehdi Kamrani        | 1982        | Mahram Tehran          |
| 8  | Guard   | Saman Veisi          | 1982        | Shahrdari Gorgan       |
| 9  | Guard   | Iman Zandi           | 1981        | Louleh a.s Bond Shiraz |
| 10 | Forward | Mohammad Hassanzadeh | 1990        | Saba Mehr Qazvin       |
| 11 | Forward | Oshin Sahakian       | 1986        | Zob Ahan Isfahan       |
| 12 | Forward | Arsalan Kazemi       | 1990        | Rice University        |
| 13 | Center  | Asghar Kardoust      | 1986        | Azad University Tehran |
| 14 | Guard   | Saeid Davarpanah     | 1987        | Petrochimi Bandar Imam |
| 15 | Center  | Hamed Haddadi        | 1985        | Memphis Grizzlies      |

### Kroatien
Cheftrainer:  Josip Vranković
| #  | Pos     | Name             | Geburtsjahr | Verein                 |
| -- | ------- | ---------------- | ----------- | ---------------------- |
| 4  | Guard   | Roko Leni Ukić   | 1984        | Fenerbahçe Ülker       |
| 5  | Guard   | Davor Kus        | 1978        | Benetton Treviso       |
| 6  | Guard   | Marko Popović    | 1982        | UNICS Kasan            |
| 7  | Forward | Bojan Bogdanović | 1989        | KK Cibona              |
| 8  | Guard   | Rok Stipčević    | 1986        | KK Zadar               |
| 9  | Forward | Marko Tomas      | 1985        | Fenerbahçe Ülker       |
| 10 | Guard   | Zoran Planinić   | 1982        | ZSKA Moskau            |
| 11 | Center  | Ante Tomić       | 1987        | Real Madrid            |
| 12 | Center  | Krešimir Lončar  | 1983        | UNICS Kasan            |
| 13 | Forward | Marko Banić      | 1984        | Bizkaia Bilbao Basket  |
| 14 | Center  | Luka Žorić       | 1984        | KK Zagreb              |
| 15 | Forward | Lukša Andrić     | 1985        | Galatasaray Café Crown |

### Slowenien
Cheftrainer:  Memi Bečirovič
| #  | Pos     | Name            | Geburtsjahr | Verein               |
| -- | ------- | --------------- | ----------- | -------------------- |
| 4  | Forward | Uroš Slokar     | 1983        | Montepaschi Siena    |
| 5  | Guard   | Jaka Lakovič    | 1978        | FC Barcelona         |
| 6  | Forward | Hasan Rizvić    | 1984        | Union Olimpija       |
| 7  | Guard   | Sani Bečirovič  | 1981        | Armani Jeans Milano  |
| 8  | Guard   | Jaka Klobučar   | 1987        | KK Partizan Belgrad  |
| 9  | Guard   | Samo Udrih      | 1979        | KK Cibona            |
| 10 | Forward | Boštjan Nachbar | 1980        | Efes Pilsen Istanbul |
| 11 | Guard   | Goran Dragić    | 1986        | Phoenix Suns         |
| 12 | Forward | Goran Jagodnik  | 1974        | Union Olimpija       |
| 13 | Center  | Miha Zupan      | 1982        | AS Trikala 2000      |
| 14 | Center  | Gašper Vidmar   | 1987        | Fenerbahçe Ülker     |
| 15 | Center  | Primož Brezec   | 1979        | Milwaukee Bucks      |

### Tunesien
Cheftrainer:  Adel Tlatli
| #  | Pos     | Name                | Geburtsjahr | Verein          |
| -- | ------- | ------------------- | ----------- | --------------- |
| 4  | Forward | Radhouane Slimane   | 1980        | An Nasr         |
| 5  | Guard   | Marouan Laghnej     | 1986        | JS Kairouanaise |
| 6  | Guard   | Nizar Knioua        | 1983        | Stade Nabeulien |
| 7  | Forward | Naim Dhifallah      | 1982        | Egypt Assurance |
| 8  | Guard   | Marouan Kechrid     | 1981        | IR Tanger       |
| 9  | Forward | Mohamed Hdidane     | 1986        | Stade Nabeulien |
| 10 | Forward | Atef Maoua          | 1981        | JS Kairouanaise |
| 11 | Center  | Mokhtar Ghyaza      | 1986        | ES Radès        |
| 12 | Forward | Makrem Ben Romdhane | 1989        | ÉS Sahel        |
| 13 | Guard   | Amine Rzig          | 1980        | El Geish        |
| 14 | Center  | Hamdi Braa          | 1986        | ÉS Sahel        |
| 15 | Center  | Salah Mejri         | 1986        | ÉS Sahel        |

### Vereinigte Staaten
Cheftrainer:  Mike Krzyzewski
| #  | Pos     | Name              | Geburtsjahr | Verein                 |
| -- | ------- | ----------------- | ----------- | ---------------------- |
| 4  | Guard   | Chauncey Billups  | 1976        | Denver Nuggets         |
| 5  | Forward | Kevin Durant      | 1988        | Oklahoma City Thunder  |
| 6  | Guard   | Derrick Rose      | 1988        | Chicago Bulls          |
| 7  | Guard   | Russell Westbrook | 1988        | Oklahoma City Thunder  |
| 8  | Forward | Rudy Gay          | 1986        | Memphis Grizzlies      |
| 9  | Guard   | Andre Iguodala    | 1984        | Philadelphia 76ers     |
| 10 | Forward | Danny Granger     | 1983        | Indiana Pacers         |
| 11 | Guard   | Stephen Curry     | 1988        | Golden State Warriors  |
| 12 | Guard   | Eric Gordon       | 1988        | Los Angeles Clippers   |
| 13 | Forward | Kevin Love        | 1988        | Minnesota Timberwolves |
| 14 | Forward | Lamar Odom        | 1979        | Los Angeles Lakers     |
| 15 | Center  | Tyson Chandler    | 1982        | Dallas Mavericks       |

## Gruppe C

### Volksrepublik China
Cheftrainer:  Bob Donewald
| #  | Pos     | Name         | Geburtsjahr | Verein                             |
| -- | ------- | ------------ | ----------- | ---------------------------------- |
| 4  | Center  | Ding Jinhui  | 1989        | Wanma Cyclones                     |
| 5  | Guard   | Liu Wei      | 1980        | Shanghai Sharks                    |
| 6  | Guard   | Yu Shulong   | 1990        | Northeast Tigers                   |
| 7  | Guard   | Wang Shipeng | 1983        | Guangdong Southern Tigers          |
| 8  | Guard   | Jin Lipeng   | 1978        | Guangsha Lions                     |
| 9  | Guard   | Sun Yue      | 1985        | Beijing Olympians                  |
| 10 | Center  | Zhang Zhaoxu | 1987        | University of California, Berkeley |
| 11 | Forward | Yi Jianlian  | 1987        | Washington Wizards                 |
| 12 | Guard   | Guo Ailun    | 1993        | Panpan Hunters                     |
| 13 | Center  | Su Wei       | 1989        | Guangdong Southern Tigers          |
| 14 | Center  | Wang Zhizhi  | 1977        | Bayi Rockets                       |
| 15 | Forward | Zhou Peng    | 1989        | Guangdong Southern Tigers          |

### Elfenbeinküste
Cheftrainer:  Randoald Dessarzin
| #  | Pos     | Name                 | Geburtsjahr | Verein                   |
| -- | ------- | -------------------- | ----------- | ------------------------ |
| 4  | Guard   | Pape-Philippe Amagou | 1985        | EK Kavalas               |
| 5  | Guard   | Errick Craven        | 1983        | Stade Clermontois BA     |
| 6  | Forward | Charles Abouo        | 1989        | Brigham Young University |
| 7  | Guard   | Issife Soumahoro     | 1988        | Strasbourg IG            |
| 8  | Guard   | Kinidinnin Konaté    | 1980        | Abidjan                  |
| 9  | Guard   | Mouloukou Diabaté    | 1987        | JDA Dijon                |
| 10 | Forward | Ismaël N’Diaye       | 1982        | Lausanne MB              |
| 11 | Forward | Wilfrid Aka          | 1979        | Paris-Levallois Basket   |
| 12 | Forward | Jonathan Kale        | 1985        | Phoenix Hagen            |
| 13 | Forward | Didier Tapé          | 1981        | Stade Rodez Aveyron      |
| 14 | Center  | Namori Meite         | 1988        | ALM Évreux Basket        |
| 15 | Center  | Mohamed Koné         | 1981        | Lagun Aro GBC            |

### Griechenland
Cheftrainer:  Jonas Kazlauskas
| #  | Pos     | Name                     | Geburtsjahr | Verein              |
| -- | ------- | ------------------------ | ----------- | ------------------- |
| 4  | Center  | Ian Vougioukas           | 1985        | Panathinaikos Athen |
| 5  | Center  | Ioannis Bourousis        | 1983        | Olympiakos Piräus   |
| 6  | Guard   | Nikolaos Zisis           | 1983        | Montepaschi Siena   |
| 7  | Guard   | Vasilios Spanoulis       | 1982        | Olympiakos Piräus   |
| 8  | Guard   | Nick Calathes            | 1989        | Panathinaikos Athen |
| 9  | Forward | Antonios Fotsis          | 1981        | Panathinaikos Athen |
| 10 | Forward | Georgios Printezis       | 1985        | Unicaja Málaga      |
| 11 | Forward | Efstratios Perperoglou   | 1984        | Panathinaikos Athen |
| 12 | Forward | Konstantinos Tsartsaris  | 1979        | Panathinaikos Athen |
| 13 | Guard   | Dimitrios Diamantidis    | 1980        | Panathinaikos Athen |
| 14 | Forward | Konstantinos Kaimakoglou | 1983        | Panathinaikos Athen |
| 15 | Center  | Sofoklis Schortsanitis   | 1985        | Maccabi Tel Aviv    |

### Puerto Rico
Cheftrainer:  Manolo Cintrón
| #  | Pos     | Name                  | Geburtsjahr | Verein                  |
| -- | ------- | --------------------- | ----------- | ----------------------- |
| 4  | Center  | Peter John Ramos      | 1985        | Fujian SBS Xunxing      |
| 5  | Guard   | J. J. Barea           | 1984        | Dallas Mavericks        |
| 6  | Guard   | Filiberto Rivera      | 1982        | Gallitos de Isabela     |
| 7  | Guard   | Carlos Arroyo         | 1979        | Miami Heat              |
| 8  | Forward | Carmelo Lee           | 1977        | Vaqueros de Bayamón     |
| 9  | Guard   | David Huertas         | 1987        | Piratas de Quebradillas |
| 10 | Guard   | Guillermo Díaz        | 1985        | Pepsi Caserta           |
| 11 | Forward | Nathan Peavy          | 1985        | Artland Dragons         |
| 12 | Forward | Ángel Daniel Vassallo | 1986        | ASVEL Lyon-Villeurbanne |
| 13 | Forward | Renaldo Balkman       | 1984        | Denver Nuggets          |
| 14 | Forward | Ricky Sánchez         | 1987        | Cangrejeros de Santurce |
| 15 | Center  | Daniel Santiago       | 1976        | Efes Pilsen Istanbul    |

### Russland
Cheftrainer: / David Blatt
| #  | Pos     | Name                 | Geburtsjahr | Verein                      |
| -- | ------- | -------------------- | ----------- | --------------------------- |
| 4  | Forward | Andrei Woronzewitsch | 1987        | ZSKA Moskau                 |
| 5  | Guard   | Jewgeni Kolesnikow   | 1985        | BK Spartak Sankt Petersburg |
| 6  | Guard   | Sergei Bykow         | 1983        | ZSKA Moskau                 |
| 7  | Guard   | Witali Fridson       | 1985        | BK Chimki                   |
| 8  | Center  | Alexander Kaun       | 1985        | ZSKA Moskau                 |
| 9  | Forward | Alexei Schukanenko   | 1986        | Dynamo Moskau               |
| 10 | Forward | Wiktor Chrjapa       | 1982        | ZSKA Moskau                 |
| 11 | Guard   | Anton Ponkraschow    | 1986        | BK Spartak Sankt Petersburg |
| 12 | Forward | Sergei Monja         | 1983        | Dynamo Moskau               |
| 13 | Guard   | Dmitri Chwostow      | 1989        | Dynamo Moskau               |
| 14 | Guard   | Jewgeni Woronow      | 1986        | Krasnye Krylja Samara       |
| 15 | Center  | Timofei Mosgow       | 1986        | New York Knicks             |

### Türkei
Cheftrainer:  Bogdan Tanjević
| #  | Pos     | Name           | Geburtsjahr | Verein               |
| -- | ------- | -------------- | ----------- | -------------------- |
| 4  | Forward | Cenk Akyol     | 1987        | Air Avellino         |
| 5  | Guard   | Sinan Güler    | 1983        | Efes Pilsen Istanbul |
| 6  | Guard   | Barış Ermiş    | 1985        | Banvit B.K.          |
| 7  | Guard   | Ömer Onan      | 1978        | Fenerbahçe Ülker     |
| 8  | Forward | Ersan İlyasova | 1987        | Milwaukee Bucks      |
| 9  | Center  | Semih Erden    | 1986        | Boston Celtics       |
| 10 | Guard   | Kerem Tunçeri  | 1979        | Efes Pilsen Istanbul |
| 11 | Center  | Oğuz Savaş     | 1987        | Fenerbahçe Ülker     |
| 12 | Forward | Kerem Gönlüm   | 1977        | Efes Pilsen Istanbul |
| 13 | Guard   | Ender Arslan   | 1983        | Efes Pilsen Istanbul |
| 14 | Center  | Ömer Aşık      | 1986        | Chicago Bulls        |
| 15 | Forward | Hedo Türkoğlu  | 1979        | Phoenix Suns         |

## Gruppe D

### Frankreich
Cheftrainer:  Vincent Collet
| #  | Pos     | Name             | Geburtsjahr | Verein                     |
| -- | ------- | ---------------- | ----------- | -------------------------- |
| 4  | Guard   | Andrew Albicy    | 1990        | Paris-Levallois Basket     |
| 5  | Forward | Nicolas Batum    | 1988        | Portland Trail Blazers     |
| 6  | Guard   | Fabien Causeur   | 1987        | Cholet Basket              |
| 7  | Forward | Alain Koffi      | 1983        | Le Mans Sarthe Basket      |
| 8  | Center  | Ian Mahinmi      | 1986        | Dallas Mavericks           |
| 9  | Guard   | Edwin Jackson    | 1989        | SPO Rouen Basket           |
| 10 | Guard   | Yannick Bokolo   | 1985        | BCM Gravelines             |
| 11 | Forward | Florent Piétrus  | 1981        | Power Electronics Valencia |
| 12 | Guard   | Nando de Colo    | 1987        | Power Electronics Valencia |
| 13 | Forward | Boris Diaw       | 1982        | Charlotte Bobcats          |
| 14 | Forward | Mickaël Gelabale | 1983        | Cholet Basket              |
| 15 | Forward | Ali Traore       | 1985        | Lottomatica Roma           |

### Kanada
Cheftrainer:  Leo Rautins
| #  | Pos     | Name              | Geburtsjahr | Verein                      |
| -- | ------- | ----------------- | ----------- | --------------------------- |
| 4  | Guard   | Jermaine Anderson | 1983        | Triumph Ljuberzy            |
| 5  | Forward | Kelly Olynyk      | 1991        | Gonzaga University          |
| 6  | Guard   | Ryan Bell         | 1984        | Espoon Honka                |
| 7  | Forward | Jermaine Bucknor  | 1983        | Aix Maurienne Savoie Basket |
| 8  | Guard   | Denham Brown      | 1983        | Barangay Ginebra Kings      |
| 9  | Forward | Olu Famutimi      | 1984        | Oyak Renault                |
| 10 | Guard   | Andy Rautins      | 1986        | New York Knicks             |
| 11 | Forward | Aaron Doornekamp  | 1985        | Pepsi Caserta               |
| 12 | Center  | Robert Sacre      | 1989        | Gonzaga University          |
| 13 | Forward | Jevohn Shepherd   | 1986        | GiroLive-Ballers Osnabrück  |
| 14 | Forward | Levon Kendall     | 1984        | Obradoiro CAB               |
| 15 | Center  | Joel Anthony      | 1982        | Miami Heat                  |

### Libanon
Cheftrainer: / Tab Baldwin
| #  | Pos     | Name           | Geburtsjahr | Verein                             |
| -- | ------- | -------------- | ----------- | ---------------------------------- |
| 4  | Guard   | Jean Abdelnour | 1983        | Al-Riyadi                          |
| 5  | Center  | Jackson Vroman | 1981        | Mahram Tehran                      |
| 6  | Guard   | Ali Mahmoud    | 1983        | Al-Riyadi                          |
| 7  | Guard   | Rony Fahed     | 1981        | Tianjin Ronggang                   |
| 8  | Forward | Elie Rustom    | 1987        | Al-Mouttahed                       |
| 9  | Guard   | Elie Estephane | 1986        | Champville                         |
| 10 | Center  | Ali Kanaan     | 1985        | University of Massachusetts–Lowell |
| 11 | Guard   | Rodrigue Akl   | 1985        | Al-Riyadi                          |
| 12 | Forward | Ali Fakhredine | 1983        | Al-Riyadi                          |
| 13 | Forward | Matt Freije    | 1981        | Mets de Guaynabo                   |
| 14 | Guard   | Ghaleb Rida    | 1981        | Champville                         |
| 15 | Forward | Fadi El Khatib | 1979        | Champville                         |

### Litauen
Cheftrainer:  Kęstutis Kemzūra
| #  | Pos     | Name                     | Geburtsjahr | Verein                     |
| -- | ------- | ------------------------ | ----------- | -------------------------- |
| 4  | Guard   | Renaldas Seibutis        | 1985        | Bizkaia Bilbao Basket      |
| 5  | Guard   | Mantas Kalnietis         | 1986        | Žalgiris Kaunas            |
| 6  | Forward | Jonas Mačiulis           | 1985        | Armani Jeans Milano        |
| 7  | Guard   | Martynas Pocius          | 1986        | Žalgiris Kaunas            |
| 8  | Guard   | Martynas Gecevičius      | 1988        | BC Lietuvos Rytas          |
| 9  | Guard   | Tomas Delininkaitis      | 1982        | PAOK Thessaloniki          |
| 10 | Forward | Simas Jasaitis           | 1982        | Galatasaray Café Crown     |
| 11 | Forward | Linas Kleiza             | 1985        | Toronto Raptors            |
| 12 | Forward | Tadas Klimavičius        | 1982        | Žalgiris Kaunas            |
| 13 | Forward | Paulius Jankūnas         | 1984        | Žalgiris Kaunas            |
| 14 | Center  | Martynas Andriuškevičius | 1986        | Meridiano Alicante         |
| 15 | Center  | Robertas Javtokas        | 1980        | Power Electronics Valencia |

### Neuseeland
Cheftrainer: / Nenad Vučinić
| #  | Pos     | Name               | Geburtsjahr | Verein               |
| -- | ------- | ------------------ | ----------- | -------------------- |
| 4  | Guard   | Lindsay Tait       | 1982        | Wellington Saints    |
| 5  | Guard   | Michael Fitchett   | 1982        | Nelson Giants        |
| 6  | Guard   | Kirk Penney        | 1980        | New Zealand Breakers |
| 7  | Forward | Mika Vukona        | 1982        | New Zealand Breakers |
| 8  | Forward | Phillip Jones      | 1974        | Cairns Taipans       |
| 9  | Guard   | Jeremy Kench       | 1984        | Christchurch Cougars |
| 10 | Forward | Benny Anthony      | 1988        | New Zealand Breakers |
| 11 | Forward | Pero Cameron       | 1974        | Gold Coast Blaze     |
| 12 | Forward | Thomas Abercrombie | 1987        | New Zealand Breakers |
| 13 | Forward | Casey Frank        | 1977        | Wellington Saints    |
| 14 | Forward | Craig Bradshaw     | 1983        | Gold Coast Blaze     |
| 15 | Center  | Alex Pledger       | 1987        | New Zealand Breakers |

### Spanien
Cheftrainer:  Sergio Scariolo
| #  | Pos     | Name                  | Geburtsjahr | Verein                     |
| -- | ------- | --------------------- | ----------- | -------------------------- |
| 4  | Forward | Fernando San Emeterio | 1984        | Caja Laboral               |
| 5  | Guard   | Rudy Fernández        | 1985        | Portland Trail Blazers     |
| 6  | Guard   | Ricky Rubio           | 1990        | FC Barcelona               |
| 7  | Guard   | Juan Carlos Navarro   | 1980        | FC Barcelona               |
| 8  | Guard   | Raúl López            | 1980        | BK Chimki                  |
| 9  | Forward | Felipe Reyes          | 1980        | Real Madrid                |
| 10 | Forward | Víctor Claver         | 1988        | Power Electronics Valencia |
| 11 | Center  | Fran Vázquez          | 1983        | FC Barcelona               |
| 12 | Guard   | Sergio Llull          | 1987        | Real Madrid                |
| 13 | Center  | Marc Gasol            | 1985        | Memphis Grizzlies          |
| 14 | Forward | Álex Mumbrú           | 1979        | Bizkaia Bilbao Basket      |
| 15 | Forward | Jorge Garbajosa       | 1977        | Real Madrid                |